# Chorebus testaceipes
Chorebus testaceipes är en stekelart som beskrevs av Griffiths 1968. Chorebus testaceipes ingår i släktet Chorebus och familjen bracksteklar. Inga underarter finns listade i Catalogue of Life.